# Macrotoma palmata
Macrotoma palmata es una especie de escarabajo longicornio del género Macrotoma, tribu Macrotomini, orden Coleoptera. Fue descrita por Fabricius en 1793.

## Descripción
Mide 25-73 mm de longitud.

## Distribución
Se distribuye por Argelia, Angola, Arabia Saudita, Benín, Botsuana, Burundi, Camerún, Costa de Marfil, Egipto, Etiopía, Gambia, Guinea, Guinea-Bisáu, Mauricio, Kenia, Libia, Malí, Marruecos, Mauritania, Mozambique, Namibia, Níger, Nigeria, Uganda, República Democrática del Congo, República del Congo, República de Sudáfrica, Ruanda, Santo Tomé, Senegal, Sierra Leona, Somalia, Sudán, Tanzania, Chad, Yemen, Zambia y Zimbabue.